# 三明县
三明县为中国旧县名，在今天的福建省三明市三元区、明溪县。始建于1956年。

## 历史沿革
- 1956年6月，永安专署撤销。7月间，三元、明溪2县合并成立三明县，隶属南平专区。永安县、清流县、宁化县、宁洋县（1956年7月9日国务院第34次会议决定撤销）隶属龙岩专区；大田县隶属晋江专区。
- 1958年4月，三明辟为重工业基地后即成立三明重工业建设委员会，为党政合一领导机构，负责领导三明工业区的工业建设以及各项市政建设与管理工作，直属省委、省人委领导，并与南平地委、行署双重领导三明县。 1959年2月，经中央批准，三明重工业建设委员会与三明县机构合并，成立三明人民公社筹委会（省辖）。 1960年1月，三明人民公社筹委会改名为三明市人民委员会（为省辖三明市）。
- 1961年11月，恢复三明县建制，辖区为原明溪县行政区域。同月，清流、宁化、永安3县从龙岩专区划归三明市，辖区扩大为4县。
- 1963年5月，国务院批准设立三明专员公署，专署下辖三明市(县级市)、三明县、永安县、清流县、宁化县、大田县（同月从晋江专区划入），共计1市5县。
- 1964年4月，三明县恢复为原明溪县名。